# Daphné Patakia
Daphné Patakia (en griego: Δάφνη Πατακιά; Bruselas, 8 de junio de 1992) es una actriz griega nacida en Bélgica.

## Primeros años
Daphné Patakia, nacida el 4 de febrero de 1992 en Kalamata, Grecia, es una actriz griega conocida por su versatilidad en la industria cinematográfica europea. Su ascenso a la prominencia se ha basado en una combinación de habilidades actuales, elecciones de roles inteligentes y un compromiso constante con su oficio.
Patakia comenzó su formación actoral en Atenas antes de estudiar en la Escuela Nacional de Teatro de Grecia. Su debut en el cine llegó en 2013 con la película "Interruption", dirigida por Yorgos Zois, donde su actuación llamó la atención por su profundidad y presencia en pantalla. Este papel inaugural estableció las bases para su carrera, siendo reconocida por su capacidad para sumergirse en personajes diversos.
La actriz ganó reconocimiento internacional con su participación en "Chevalier" (2015), una película dirigida por Athina Rachel Tsangari que recibió elogios de la crítica y varios premios en festivales. Patakia interpretó su papel con una elegancia natural, consolidando su posición como una de las jóvenes talentosas del cine griego contemporáneo.
A lo largo de su carrera, Patakia ha trabajado con una variedad de directores y ha participado en proyectos que abarcan diferentes géneros y estilos cinematográficos. Su habilidad para adaptarse a roles dramáticos y cómicos ha demostrado su versatilidad y versatilidad artística.
En el ámbito internacional, Patakia ha participado en colaboraciones con cineastas de renombre, ampliando su alcance más allá de las fronteras griegas. Su participación en películas como "Djam" (2017), dirigida por Tony Gatlif, y "Black Diamond" (2020), dirigida por Arthur Harari, le ha valido reconocimiento internacional y la consolidación de su estatus como una actriz europea de renombre. En 2021 apareció en Benedetta de Paul Verhoeven junto a Virginie Efira, Charlotte Rampling y Lambert Wilson . El mismo año obtuvo uno de los papeles principales en la serie de televisión francesa OVNI(s) .  
Aunque Patakia es conocida principalmente por su trabajo en el cine, también ha incursionado en proyectos televisivos, consolidando aún más su presencia en la escena del entretenimiento.

## Filmografía

### Cortos
- 2015: Akryliko, dirigida por Nikos Pastras: Myrto
- 2016: 3000, dirigida por Antonis Tsonis: Dafne
- 2017: Glister, dirigida por Vincent Tricon: Lucica
- 2019: Nimic, dirigida por Yórgos Lánthimos: imitar

### Películas
- 2015: Interrupción, dirigida por Yorgos Zois: hija de la troupe
- 2015: L'Éveil du printemps ( Το ξύπνημα της άνοιξης / El despertar de la primavera ), dirigida por Constantínos Giánnaris: ioana
- 2016: Nima, dirigida por Alexandros Voulgaris: la niña muette en roller
- 2017: Rattrapage, dirigida por Tristan Séguéla: Mélanie
- 2017: Djam, dirigida por Tony Gatlif: Djam
- 2018: Una educación parisina, dirigida por Jean-Paul Civeyrac: invitada a la velada
- 2019: Meltem, dirigida por Basile Doganis: elena
- 2019: Winona, dirigida por Alexander Voulgaris: Eiko
- 2021: Benedetta, dirigida por Paul Verhoeven: Bartolomea
- 2021: Tout le monde m'appelle Mike, dirigida por Guillaume Bonnier: Isotta
- 2021: Les Cinq Diables, dirigida por Léa Mysius: nadina

### Películas para televisión
- 2020: París-Brest, dirigida por Philippe Lioret: Élise

### Series de TV
- 2018: Versalles: Leonor de Austria
- 2021-2022: OVNI(s), dirigida por Antony Cordier: Vera Clouseau